# Böker (metalmeccanica)
La Hermann Heinrich Böker & Company era un'impresa metalmeccanica tedesca specializzata nella costruzione di componenti ferrotranviari presente sul mercato europeo grazie a un accordo con l'americana St. Louis Car Company e a rappresentanze in diversi Paesi fra cui l'Italia.

## Settori di attività
Fra i diversi brevetti a firma Böker figurava un particolare complesso carrello-sistema frenante per vetture tranviarie; specializzatasi nella costruzione di questo tipo di organi, nel 1905 l'azienda fornì i carrelli del tipo "maximum traction" ai tram costruiti dalla Waggonfabrik Falkenried di Amburgo per le tranvie di Valparaiso.
Carrelli Böker ad aderenza massima equipaggiavano anche le automotrici delle tranvie Parma-Fornovo e Parma-Marzolara; impianti frenanti Böker equipaggiavano venti carrozze a carrelli delle Guidovie Centrali Venete (gruppo Società Veneta).
Quale ulteriore innovazione tecnologica lo stabilimento di Remscheid, brevettò un dispositivo per chiudere lo spazio fra due carri tranviari una volta agganciati.
La fornitura di componenti per vetture tranviarie portò la Böker alla costruzione di alcuni tram per la rete di Monaco di Baviera, per la Westliche Berliner Vorortbahn di Berlino Ovest e per la stessa rete di Remscheid, il cui veicolo n. 35, costruito nel 1900 e di cui Böker aveva fornito la cassa, è conservato presso il locale museo storico.
Per l'UITE, che gestiva la rete tranviaria di Genova, carrelli costruiti dalla Böker equipaggiarono le unità 221-250 di costruzione Nobili del 1906, le unità 76-100 e 281-305 costruite dalle Reggiane) e le unità 251-280, anch'esse di costruzione Reggiane del 1907.
Nel 1911 e 1913 entrarono in servizio presso le tranvie dei Castelli Romani rispettivamente dieci e sette motrici dotate di carrelli di costruzione e brevetto Böker, equipaggiati di un solo motore che azionava un asse tramite una coppia di ingranaggi; il secondo asse era azionato dal primo tramite una trasmissione a bielle bilaterali esterne alle boccole. Alcuni anni dopo ulteriori dieci unità furono trasformate con carrelli di tale tipo.
Contestualmente, numerose vetture vennero fornite nel 1913 alla rete tranviaria di Berlino.
Dismessa l'attività di fornitura di componenti tranviari, l'azienda continuò a Remscheid la produzione di manufatti metallici con il nome di Heinrich Böker GmbH.

## Storia
L'azienda venne fondata, con il nome di Hermann Heinrich Böker & Company, il 15 novembre 1898 a Berlino da Hermann Heinrich Böker, che già operava nella Bergische Stahl-Industrie, azienda preesistente che continuò la propria attività manifatturiera sotto il nuovo nome, e da Moritz Böker, ingegnere di Remscheid molto attivo negli ambienti industriali di tale città, ove fu mantenuta una sede operativa.
Nel 1898 la società divenne agente europeo della St. Louis Car Company.
In Italia la Böker era rappresentata dalla Elettro Ferroviaria Böker di Sestri Ponente, che provvedette fra l'altro alla consegna di carrelli per le citate vetture tranviarie laziali.
Nel 1907 la Heinrich Böker & Co. di Remscheid partecipò con l'ingegner Sigmund Meyer alla fondazione di un'azienda che a Brema si occupava della costruzione di veicoli stradali a propulsione elettrica, la Carriage &. Carosserie-Werke GmbH .